# Antonia Mertsching

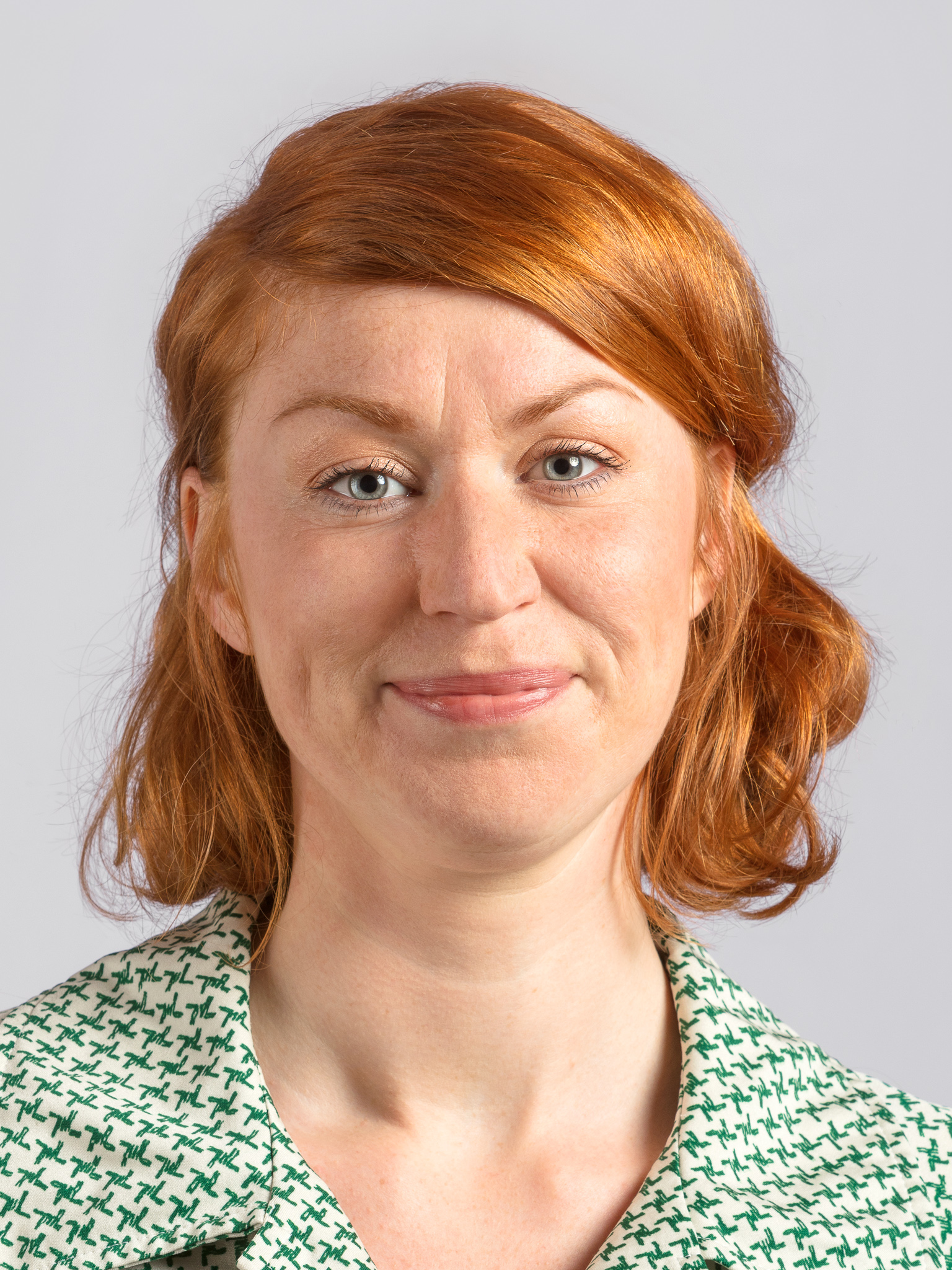
Antonia Mertsching (2019)

Antonia Mertsching (* 1985 in Berlin) ist eine deutsche Politikerin (Die Linke). Sie war von 2019 bis 2024 Mitglied des Sächsischen Landtags.

## Leben
Mertsching studierte Politik- und Rechtswissenschaften sowie Soziologie an der Technischen Universität Dresden. Bei der Landtagswahl in Sachsen 2019 gelang ihr für Die Linke Sachsen über die Landesliste der Einzug als Abgeordnete in den Sächsischen Landtag. Im Landtag bearbeitet sie die Themen Umwelt, Energie, Landwirtschaft, Wald, Ressourcenwirtschaft, Braunkohle, Lausitz, Strukturwandel und Entwicklungspolitik. Bei der Landtagswahl 2024 wurde sie nicht erneut in den Landtag gewählt.
Mertsching lebt in Weißwasser.